# فكر شي جين بينغ

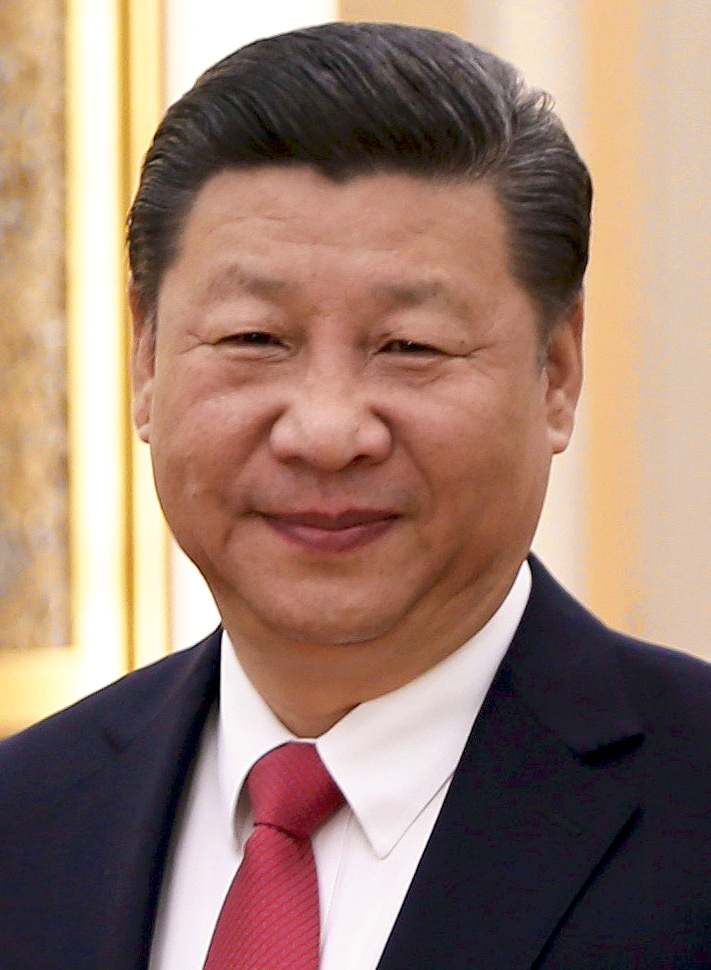
الأمين العام للحزب الشيوعي الصيني شي جين بينغ الذي سمي الفكر السياسي باسمه.

فكر شي جين بينغ حول الاشتراكية ذات الخصائص الصينية في العصر الجديد، والمعروف اختصارًا خارج الصين باسم فكر شي جين بينغ، هي عقيدة أيديولوجية تم إنشاؤها أثناء قيادة الأمين العام شي جين بينغ للحزب الشيوعي الصيني والتي تجمع بين الماركسية الصينية والتجديد الوطني. وبحسب الحزب الشيوعي الصيني، فإن فكر شي جين بينج "يبني على أيديولوجيات الحزب السابقة ويثريها بشكل أكبر"، ويُطلق عليها أيضًا "ماركسية الصين المعاصرة والقرن الحادي والعشرين". تتلخص العناصر الرئيسية للنظرية في التأكيدات العشرة، والالتزامات الأربعة عشر، ومجالات الإنجاز الثلاثة عشر.
ذُكر فكر شي جين بينغ رسميًا لأول مرة في المؤتمر الوطني التاسع عشر للحزب الشيوعي الصيني في عام 2017، حيث دُمج في دستور الحزب الشيوعي الصيني، مما أدى إلى مزيد من رفع مكانة شي في الحزب الشيوعي الصيني. في الدورة الأولى للمجلس الوطني الثالث عشر لنواب الشعب الصيني التي عقدت في 11 مارس 2018، تم تعديل ديباجة دستور الصين للإشارة إلى فكر شي جين بينغ.

## المصطلح
في الخطاب الرسمي للحزب الشيوعي الصيني، يُشار إلى فكر شي جين بينغ باسم "فكر شي جين بينغ حول الاشتراكية ذات الخصائص الصينية لعصر جديد"،  أو فكر شي جين بينغ في مجال محدد، مثل فكر شي جين بينغ حول الدبلوماسية. كان أول استخدام عام لـ"فكر شي جين بينغ" في عام 2017 عندما نشر ليو مينغفو ووانغ تشونغ يوان كتابًا بهذا الاسم. اعتبارًا من أوائل عام 2024 على الأقل، لا يستخدم الحزب الشيوعي الصيني "فكر شي جين بينغ" في الخطابات الرسمية.

## التاريخ والتطور
تم إطلاق "فكر شي جين بينغ حول الاشتراكية ذات الخصائص الصينية لعصر جديد" رسميًا في المؤتمر الوطني التاسع عشر للحزب الشيوعي الصيني، وتم تطويره تدريجيًا منذ عام 2012، عندما أصبح شي الأمين العام للحزب الشيوعي الصيني. ذكرت مصادر إخبارية أن شي ساعد في إنشاء هذه الأيديولوجية بالتعاون مع مستشاره المقرب، مدير مكتب أبحاث السياسة المركزية آنذاك وانغ هونينج. ظهرت المؤشرات الأولى لبرنامج شي في خطاب بعنوان "بعض الأسئلة حول الحفاظ على الاشتراكية ذات الخصائص الصينية وتطويرها" ألقاه أمام اللجنة المركزية المنتخبة حديثًا في 5 يناير 2013، ونشرته لاحقًا دار الوثائق المركزية ومجلة تشيوشي.

### الاشتراكية ذات الخصائص الصينية
يأتي الكثير من فكر شي جين بينج من الخطاب الذي ألقاه شي في عام 2013 في المؤتمر الوطني الثامن عشر للحزب الشيوعي الصيني، والذي ألقاه بعد شهر من توليه منصب الأمين العام للحزب الشيوعي الصيني. وفي بداية كلمته، قال شي:
"أولاً وقبل كل شيء: إن الاشتراكية ذات الخصائص الصينية هي الاشتراكية، وليست أي "أيدلوجية" أخرى. وبالتالي لا يمكن التخلي عن المبادئ التوجيهية للاشتراكية العلمية. لقد أكد حزبنا دائمًا على الالتزام بالمبادئ الأساسية للاشتراكية العلمية، ولكن مع التكيف مع الظروف الخاصة للصين. وهذا يعني أن الاشتراكية ذات الخصائص الصينية هي اشتراكية، وليست أي عقيدة أخرى... لقد كانت الماركسية اللينينية وفكر ماو تسي تونج هما اللذان قادا الشعب الصيني للخروج من الليل الطويل وأسسا الصين الجديدة، وكانت الاشتراكية ذات الخصائص الصينية هي التي أدت إلى التنمية السريعة للصين." 
وبحسب شي، فإن "توطيد وتطوير النظام الاشتراكي سيتطلب فترة طويلة من التاريخ... وسيتطلب نضالاً لا يعرف الكلل من أجيال، قد تصل إلى عشرة أجيال". وفيما يتعلق بالعلاقة مع الدول الرأسمالية، قال شي: "إن تحليل ماركس وإنجلز للتناقضات الأساسية في المجتمع الرأسمالي ليس باليأس، كما أن النظرة المادية التاريخية القائلة بأن الرأسمالية محكوم عليها بالانقراض وأن الاشتراكية محكوم عليها بالفوز ليست بالية". كما ذكر شي: "السبب الأساسي وراء ضعف المثل العليا والمعتقدات المتعثرة لدى بعض رفاقنا هو أن آرائهم تفتقر إلى أساس متين في المادية التاريخية".

أبدى شي اهتماما كبيرا بأسباب تفكك الاتحاد السوفييتي، وكيفية تجنب هذا الفشل في الصين:
لماذا تفكك الاتحاد السوفييتي؟ لماذا سقط الحزب الشيوعي في الاتحاد السوفييتي من السلطة؟ وكان أحد الأسباب المهمة هو أن الصراع في مجال الإيديولوجية كان شديدًا للغاية، حيث نفى تاريخ الاتحاد السوفييتي تمامًا، ونفى تاريخ الحزب الشيوعي في الاتحاد السوفييتي، ونفى لينين، ونفى ستالين، وخلق العدمية التاريخية والتفكير المربك. لقد فقدت أجهزة الحزب على كافة المستويات وظائفها، ولم يعد الجيش تحت قيادة الحزب. وفي النهاية، تشتت الحزب الشيوعي في الاتحاد السوفييتي، وهو حزب عظيم، وتفكك الاتحاد السوفييتي، وهو بلد اشتراكي عظيم. هذه قصة تحذيرية! 
تم شرح المفاهيم التي يقوم عليها فكر شي جين بينج في سلسلة كتب شي "حوكمة الصين"، التي نشرتها دار نشر اللغات الأجنبية لجمهور دولي. نُشر المجلد الأول في سبتمبر 2014، تلاه المجلد الثاني في نوفمبر 2017،  تلاه المجلد الثالث في يونيو 2020،  تلاه المجلد الرابع في يوليو 2022. أشاد شي بكارل ماركس ووصفه بأنه "أعظم مفكر في العصر الحديث" الذي أنارت تعاليمه الطبقات العاملة في العالم ودعا كوادر الحزب إلى تبني المبادئ الثورية الماركسية باعتبارها "أسلوب حياة".

### خطاب في المؤتمر التاسع عشر
استخدم شي عبارة "الفكر بشأن الاشتراكية ذات الخصائص الصينية في العصر الجديد" لأول مرة في خطابه الذي ألقاه في اليوم الافتتاحي للمؤتمر التاسع عشر للحزب في أكتوبر 2017. ثم أضافت اللجنة الدائمة للمكتب السياسي (أعلى هيئة لصنع القرار) عبارة "شي جين بينج" إلى العبارة، في مراجعتها لخطابه. ثم أكد المؤتمر على خطاب شي باعتباره أيديولوجية سياسية وعسكرية توجيهية للحزب الشيوعي الصيني  ووافق على دمجه في دستور الحزب،  بدعم إجماعي برفع الأيدي.
وقد أدى هذا الدمج إلى جعل شي الزعيم الصيني الثالث (بعد ماو تسي تونج ودنج شياو بينج) الذي يتم إدراج اسمه في قائمة العقائد الأساسية للحزب الشيوعي الصيني. وأظهر هذا أن شي كان أكثر نفوذاً من سلفيه في منصب الأمين العام (هو جينتاو وجيانغ زيمين). ووعد شي بجعل الصين قوية ودفع البلاد إلى "عصر جديد".
وفي الوثائق الرسمية اللاحقة للحزب والتصريحات التي أدلى بها زملاء شي، قيل إن الفكر هو استمرار لأيديولوجيات الحزب السابقة، وأنه "يبني على الماركسية اللينينية، وفكر ماو تسي تونج، ونظرية دينج شياو بينج، و"الفكر المهم للتمثيلات الثلاث" والنظرة العلمية للتنمية، ويثريها بشكل أكبر، كجزء من سلسلة من الأيديولوجيات التوجيهية التي تجسد "الماركسية المتكيفة مع الظروف الصينية".

### التطورات الإضافية
في عام 2021، وافقت اللجنة المركزية التاسعة عشرة للحزب الشيوعي الصيني على قرار تاريخي، أعلن أن فكر شي جين بينج "اختراق جديد في صيننة الماركسية". ووصفت الوثيقة الفكر بأنه "ماركسية الصين المعاصرة والقرن الحادي والعشرين".

## محتوى
تم تلخيص أفكار شي جين بينغ في التأكيدات العشرة (十个明确)، والالتزامات الأربعة عشر (十四个坚持)، ومجالات الإنجاز الثلاثة عشر (十三个方面成就).

### التأكيدات العشرة
خلال خطابه أمام المؤتمر الوطني التاسع عشر للحزب الشيوعي الصيني، قدم شي جين بينج "التأكيدات الثمانية" (八个明确)، والتي تطورت لاحقًا إلى "التأكيدات العشرة" مع إضافة النقطتين السابعة والعاشرة خلال الجلسة الكاملة السادسة للجنة المركزية التاسعة عشرة في عام 2021.

### الالتزامات الأربعة عشر
1. ضمان قيادة الحزب الشيوعي الصيني لجميع أشكال العمل في الصين.
2. ينبغي للحزب الشيوعي الصيني أن يتبنى نهجا يركز على الشعب من أجل المصلحة العامة.
3. استمرار "تعميق الإصلاحات الشاملة"
4. اعتماد أفكار جديدة مبنية على العلم من أجل "التنمية المبتكرة والمنسقة والخضراء والمفتوحة والمشتركة".
5. "الاشتراكية ذات الخصائص الصينية" و"الشعب سيد البلاد".
6. حكم الصين بسيادة القانون.
7. "ممارسة القيم الأساسية الاشتراكية"، بما في ذلك الماركسية اللينينية والاشتراكية ذات الخصائص الصينية.
8. "تحسين معيشة الناس ورفاهتهم هو الهدف الأساسي للتنمية".
9. التعايش الجيد مع الطبيعة من خلال سياسات "الحفاظ على الطاقة وحماية البيئة" و"المساهمة في السلامة البيئية العالمية".
10. تعزيز الأمن الوطني للصين.
11. ينبغي للحزب الشيوعي الصيني أن تكون له "القيادة المطلقة" على جيش التحرير الشعبي الصيني.
12. تعزيز نظام دولة واحدة ونظامين لهونج كونج وماكاو مع مستقبل "إعادة التوحيد الوطني الكامل" واتباع مبدأ الصين الواحدة وتوافق عام 1992 بشأن تايوان.
13. إقامة مصير مشترك بين الشعب الصيني وشعوب العالم الأخرى في ظل "بيئة دولية سلمية".
14. تحسين الانضباط الحزبي في الحزب الشيوعي الصيني.[25]

### الإنجازات الثلاثة عشر
1. في الحفاظ على القيادة الشاملة للحزب
2. في إدارة الحزب بشكل شامل وصارم
3. في البناء الاقتصادي
4. في تعميق الإصلاح والانفتاح بشكل شامل
5. في البناء السياسي
6. في إدارة البلاد بشكل شامل وفقا للقانون
7. في البناءات الثقافية
8. في البناء الاجتماعي
9. في بناء الحضارة البيئية
10. في الدفاع الوطني وبناء الجيش
11. في حماية الأمن الوطني
12. في الالتزام بمبدأ دولة واحدة ونظامين وتعزيز إعادة توحيد الوطن الأم
13. في العمل الدبلوماسي [26]

### آخر
يسعى فكر شي جين بينج إلى تنشيط الخط الجماهيري.  وفي المسائل الاقتصادية، يسلط فكر شي جين بينج الضوء على الأهمية التاريخية للشركات المملوكة للدولة:
"بدون الأساس المادي المهم الذي أرسته الشركات المملوكة للدولة لتنمية الصين على مدى فترة طويلة من الزمن، وبدون الابتكارات الكبرى والتقنيات الأساسية الرئيسية التي حققتها الشركات المملوكة للدولة، وبدون التزام الشركات المملوكة للدولة على المدى الطويل بعدد كبير من المسؤوليات الاجتماعية، لما كانت هناك استقلال اقتصادي وأمن وطني للصين، ولا تحسن مستمر في حياة الناس، ولا صين اشتراكية تقف شامخة في شرق العالم."

## التأثير والاستقبال
كان إيجاد التعبيرات الثقافية لفكر شي جين بينغ من الأولويات. في 27 نوفمبر 2017، اجتمع أكثر من 100 من كبار صناع الأفلام والممثلين ونجوم البوب الصينيين ليوم واحد في هانغتشو لدراسة تقرير المؤتمر الوطني التاسع عشر للحزب الذي تناول فكر شي جين بينغ.
تم استخدام محتوى من خطاب شي لعام 2017 في الرسائل العامة، ووصفه مراسل صحيفة نيويورك تايمز في بكين بأنه "واسع الانتشار".  يأتي الملصق الذي يحمل شعار "الحلم الصيني" من الخطاب، حيث تم استخدام العبارة 31 مرة. في يوليو 2018، تم تزيين عربات القطار في محطة تشانغتشون للسكك الحديدية باللون الأحمر وعشرات الأقوال المأثورة للرئيس شي احتفالا بالذكرى السابعة والتسعين للحزب الشيوعي الصيني. وقد وصفت الحكومة المحلية القطار بأنه "دليل روحي مكثف للغاية" لفكر شي جين بينج. في يناير 2019، أصدرت مجموعة علي بابا تطبيقًا يسمى شيويه شي كيانجو لدراسة فكر شي جين بينج. في مايو 2024، أعلن معهد أبحاث الفضاء الإلكتروني الصيني، التابع لإدارة الفضاء الإلكتروني في الصين، عن نموذج لغوي كبير تتضمن بيانات تدريبه فكر شي جين بينج.

### في التعليم
في 25 أكتوبر 2017، أنشأت جامعة الشعب مركز أبحاث فكر شي جين بينج، وهو الأول من نوعه.: 29 وبحلول ديسمبر 2017، تمت الموافقة على إنشاء 10 مراكز أو معاهد بحثية من هذا القبيل، وبحلول مارس 2018، كانت جميعها قيد التشغيل. وبحلول نهاية عام 2018، تم افتتاح العشرات منها، وتم تطوير برامج الدرجات العلمية والوحدات الدراسية عبر الإنترنت حول فكر شي جين بينج. في 20 يوليو 2020، افتتح معهد الصين للدراسات الدولية "مركز أبحاث فكر شي جين بينج في الشؤون الخارجية".
واصل الأكاديميون مثل جيانغ شيجونج كتابة عروض توضيحية لفكر شي جين بينج. في ديسمبر 2019، أضافت جامعة فودان محتوى يتعلق بغرس فكر شي جين بينج في أذهان المعلمين والطلاب إلى ميثاقها، مما أدى إلى احتجاجات حول الحرية الأكاديمية بين الطلاب. في منتصف عام 2021، أعلنت وزارة التعليم أن فكر شي جين بينج سيتم تدريسه للطلاب الصينيين بدءًا من مستوى المدرسة الابتدائية.

في يونيو 2023، افتتح معهد الصين وآسيا المعاصرة التابع للأكاديمية الروسية للعلوم مختبر أبحاث الأيديولوجية الحديثة للصين، وهو أول مركز أبحاث مخصص لفكر شي جين بينج خارج الصين. وقال مدير المعهد كيريل باباييف إن المعهد يهدف إلى إجراء "تحليل معمق للأفكار والمفاهيم التي تشكل أساس الدولة الصينية الحديثة"، وأضاف أن المعهد سوف يركز على "خمسة مجالات من الإيديولوجية الصينية الحديثة - السياسة الاقتصادية، والسياسة الداخلية والتشريع، والسياسة الخارجية والعلاقات الدولية، والدفاع والأمن، والبيئة والمجتمع".

## قراءة إضافية
- Hu, Angang; Yan, Yilong; Tang, Xiao; Liu, Shenglong (2021). "2050 China: Becoming A Great Modern Socialist Country". Understanding Xi Jinping's Governance (بالإنجليزية البريطانية). Singapore: Springer. DOI:10.1007/978-981-15-9833-3. ISBN:978-981-15-9832-6. ISSN:2662-7426. S2CID:230608867.